# سرودخوان سرقهوه‌ای
سرودخوان سرقهوه‌ای(نام علمی: Vireo leucophrys) نام یک گونه از سرده سرودخوان است.